# Kassai Nemzeti Színház
A Kassai Nemzeti Színház (szlovákul: Národné divadlo Košice) Kassa központjában található. A épület az egyetlen hármas szerepkört betöltő színház (a pozsonyin kívül) Szlovákiában (balett, opera, színjáték).

## Története
A kassai színházat a korábbi középkori városháza helyén hozták létre, amelyet a 16. század óta nem használtak. Az első színházépületet 1786 és 1789 között gróf Sztáray Mihály és gróf Vécsey Miklós építtette, Tallher János és Brocky Miklós tervei alapján. 500 személy befogadására volt alkalmas. Első előadásán Mozart: Szöktetés a szerájból című háromfelvonásos daljátékát játszották. Az északi szárnyában kávézó, biliárd és étterem, az emeletén vigadó, dohányzószalon és söntés működött. A színházban először csak németül játszottak, majd 1816-tól kezdve felváltva magyar és német nyelven. 1828-ban itt alakult meg az Úri kaszinó. 1884-ben a színházban előadás közben tűz ütött ki. 1894-ben biztonsági okokból bezárták, majd 1897-ben el is bontották.
Az új Állami Színház reprezentatív épülete eklektikus–neobarokk stílusban épült Láng Adolf tervei alapján, a Jakab fivérek és Répászky Mihály közreműködésével 1879 és 1899 között. Az új színházépületben a megnyitóra 1899. szeptember 28-án került sor. A kassai magyar színjátszás legsikeresebb évei következtek, a fénykor az első világháborúig tartott.
A háború után megnehezült a magyar társulat helyzete. 1920-ban mutatták be a színházban az első szlovák színdarabot, a két háború között a magyar és a szlovák színjátszás egyszerre volt jelen a városban.
1945-ben megalapították a keleti Szlovák Nemzeti Színházat, amelynek első igazgatója Janko Borodáč volt.
1946 és 1947 között a színházat Kassai Nemzeti Színháznak hívták, 1955-ben Állami Színháznak nevezték el. 1988 és 1994 között az épületet felújították, a közelében egy korhű, zenélő szökőkutat építettek. A második Meciar-kormány idején kísérletet tettek, hogy egyesítik a kassai színházat az eperjesivel. 1998-ban a színház független lett, visszakapta a Kassai Állami Színház nevet. 2016-ban Peter Himič igazgató bejelentette, hogy a színház épületében ismét felújítási munkálatok kezdődtek.
2023. május 1-től ismét Kassai Nemzeti Színház a hivatalos neve.

## Az épület
Az épület tetejét, a kupolát Aurora szobrának hiteles másolata díszíti. A színház belső tere szobrászati és ornamentális elemekkel gazdagon díszített: Mayer Ede szobrász, a mennyezet festményei a bécsi Peregrin von Gastgeb munkája. A kupola belső része William Shakespeare színdarabjainak lenyűgöző jelenetei díszítik (Othello, Rómeó és Júlia, Lear király és a Szentivánéji álom.)
A színház homlokzatán látható NSZ (Nemzeti Színház) felirat az épületnek a magyar színjátszáshoz való kötődésére utal.

## Az intézmény vezetői
- Igor Dohovič, megbízott igazgató
- Angela Maďarošová, a gazdasági igazgató
- Ondrej Šoth, a balett-társulat igazgatója
- Milan Antol, dráma-rendező
- Karol Kevický, operarendező
- Rastislav Pistrák, marketing igazgató
- Ivan Král, műszaki igazgató
- Jaroslav Daubrava, a színpadi és jelmeztervezés igazgatója

## Képgaléria

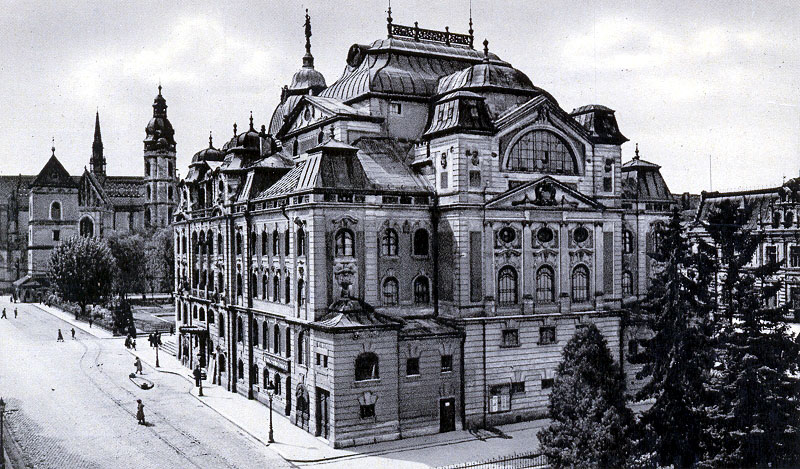
A színház épülete 1900-ban
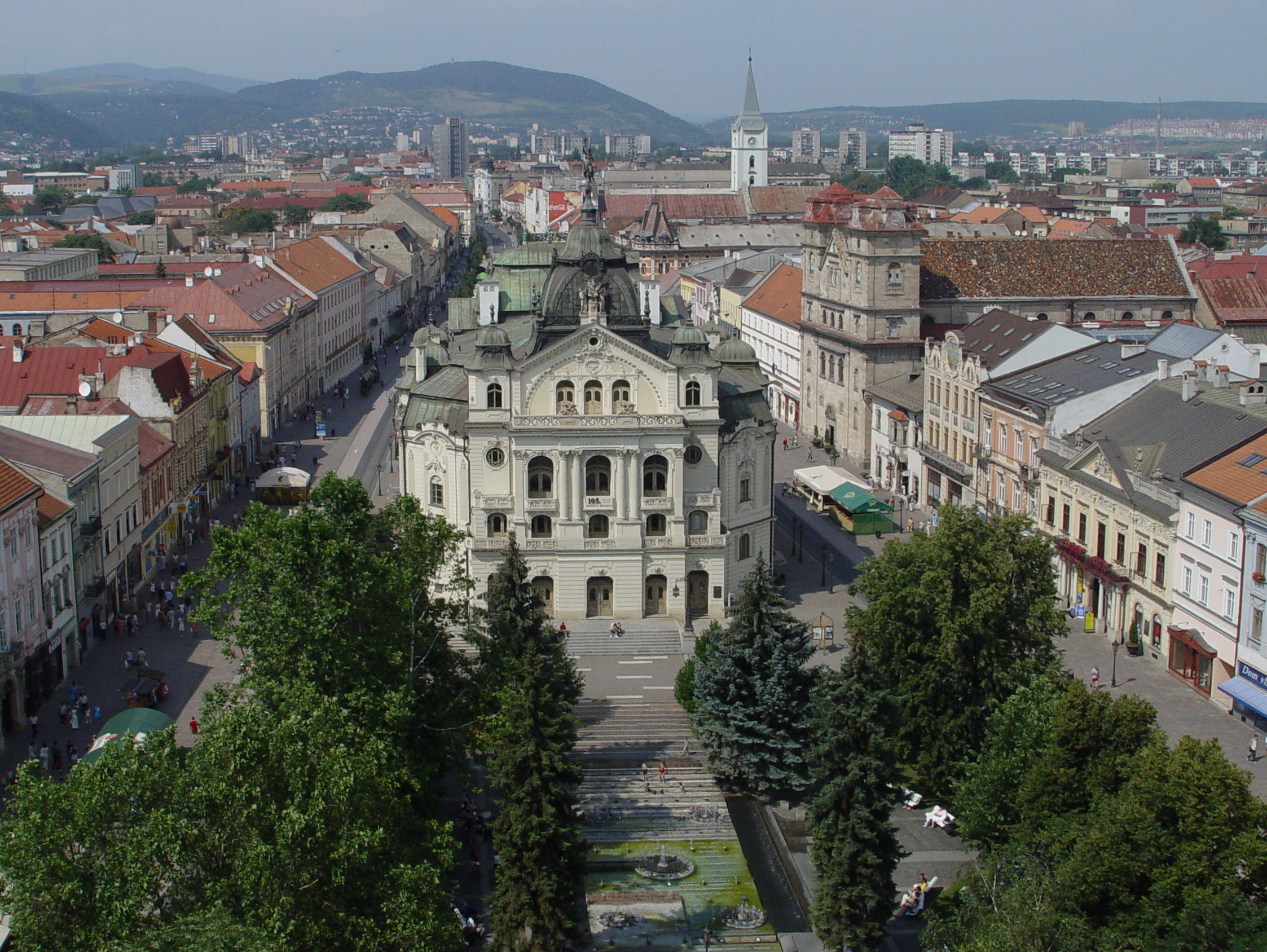
A színház és a Hlavná utca. Kilátás a Szent Erzsébet-dóm tornyából
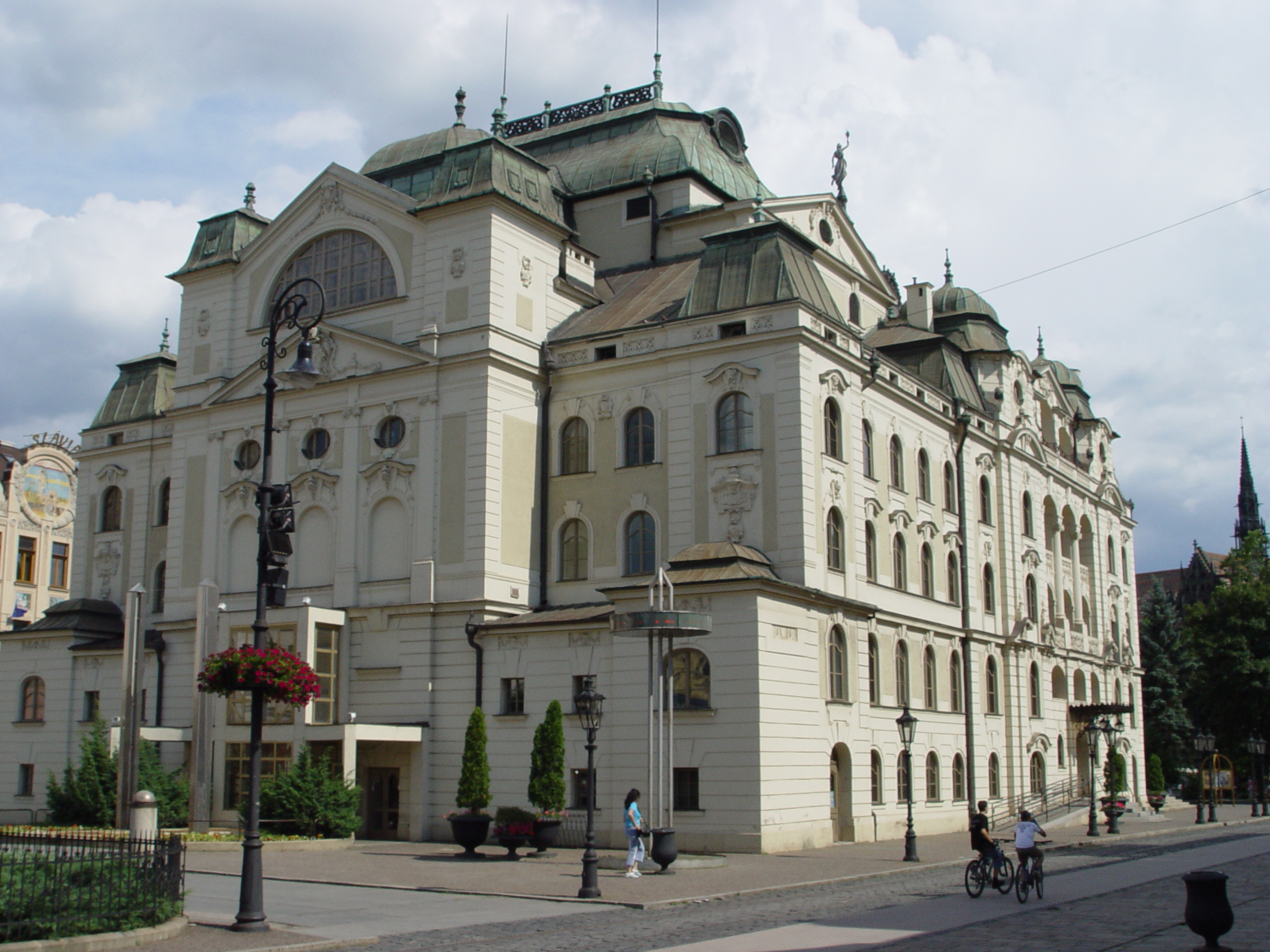
A színház épülete a Hlavná utcáról
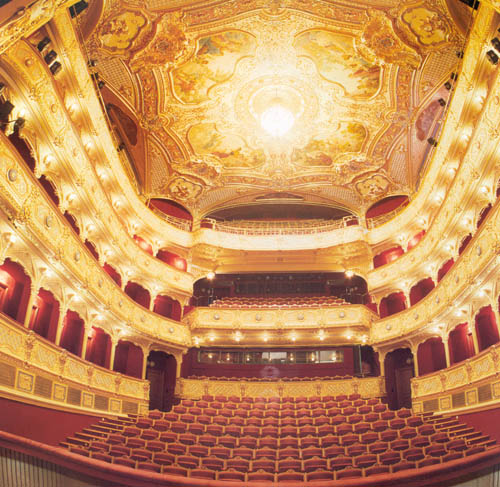
A központi színpad nézőtere